# Yohei Naito
Yohei Naito (født 9. juli 1988) er en japansk fodboldspiller, som spiller for den japanske fodboldklub Giravanz Kitakyushu.